# Eudistoma kauderni
Eudistoma kauderni är en sjöpungsart som först beskrevs av Wilhelm Michaelsen 1921.  Eudistoma kauderni ingår i släktet Eudistoma och familjen Polycitoridae. Inga underarter finns listade i Catalogue of Life.